# Loxaspilates nakajimai
Loxaspilates nakajimai är en fjärilsart som beskrevs av Inoue 1983. Loxaspilates nakajimai ingår i släktet Loxaspilates och familjen mätare. Inga underarter finns listade i Catalogue of Life.